# This Is This!
Albums de Weather Report
Sportin' Life
(1985)
This Is This! est le dernier album studio de Weather Report, paru en 1986.

## Liste des titres
| No | Titre                       | Auteur        | Durée |
| -- | --------------------------- | ------------- | ----- |
| 1. | This Is This                | Joe Zawinul   | 7:06  |
| 2. | Face the Fire               | Joe Zawinul   | 2:34  |
| 3. | I'll Never Forget You       | Joe Zawinul   | 7:51  |
| 4. | Jungle Stuff, Part 1        | Mino Cinelu   | 4:43  |
| 5. | Man With the Copper Fingers | Joe Zawinul   | 6:12  |
| 6. | Consequently                | Victor Bailey | 4:56  |
| 7. | Update                      | Joe Zawinul   | 6:08  |
| 8. | China Blues                 | Joe Zawinul   | 6:11  |

## Personnel
Weather Report :
- Josef Zawinul - claviers
- Wayne Shorter - saxophones
- Victor Bailey -  basse
- Mino Cinelu - percussions, chant
- Peter Erskine - batterie sauf sur Consequently
- Omar Hakim - batterie sur Consequently

Invités :
- Carlos Santana - guitare sur This Is This et Man With the Copper Fingers
- Marva Barnes - chant
- Colleen Coil - chant
- Siedah Garrett - chant
- Darryl Phinnessee - chant